# ایلوکهنا
ایلوکهنا (به لاتین: Ilukhena) یک منطقهٔ مسکونی در سری‌لانکا است که در استان مرکزی (سری‌لانکا) واقع شده‌است.